# Ordishia godmani
Ordishia godmani là một loài bướm đêm thuộc phân họ Arctiinae, họ Erebidae.